# Lightnin’ Hopkins

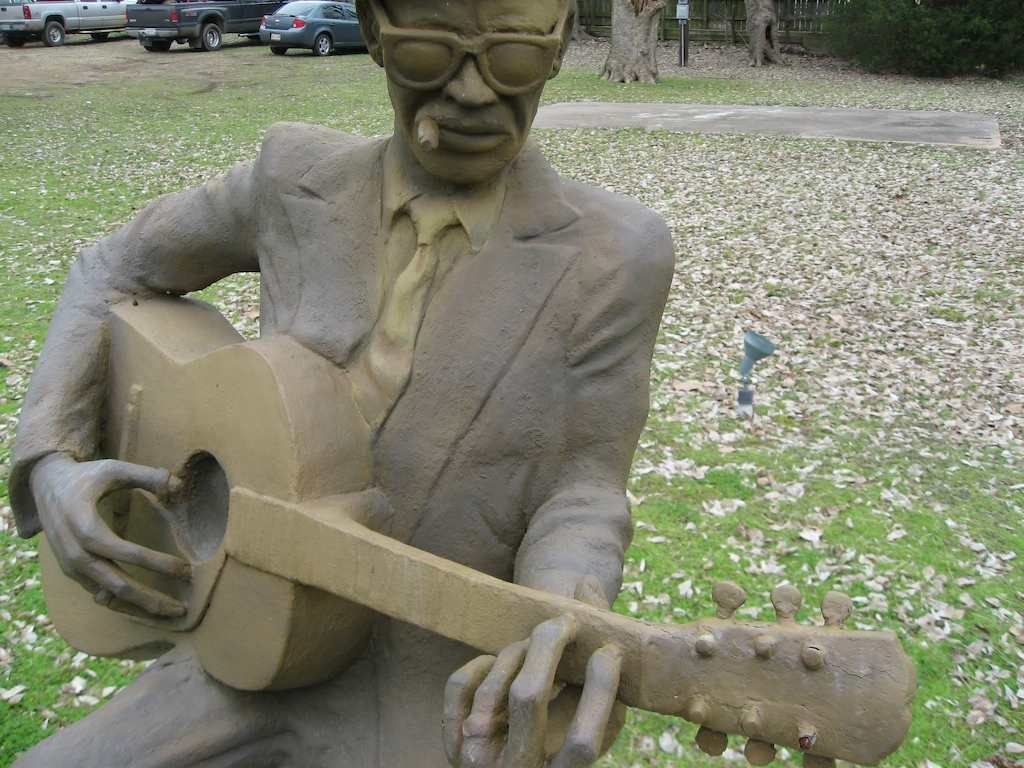
Pomnik Lightnin’ Hopkinsa w Crocket w Teksasie

Lightnin’ Hopkins, właśc. Sam John Hopkins (ur. 15 marca 1912 w Centerville, zm. 30 stycznia 1982 w Houston) – amerykański muzyk, wokalista i gitarzysta country bluesowy.

## Życiorys
Data urodzenia Lightnin’ Hopkinsa nie jest dokładnie udokumentowana. On sam podawał datę 15 marca 1912 roku, taką też wpisał do aplikacji ubezpieczenia społecznego wypełnianej w 1940 roku. Jednak w dokumentach figurują również daty 15 marca 1911 roku oraz (na świadectwie zgonu) 12 marca 1912 roku. Był synem Abe’a i Frances Hopkinsów, miał co najmniej czworo starszego rodzeństwa. Nikt w rodzinie nie umiał czytać i pisać. O dzieciństwie przyszłego muzyka wiadomo niewiele. Spędził je prawdopodobnie w hrabstwie Leon. W wieku trzech lat stracił ojca, zastrzelonego przy grze w karty. Wkrótce potem rodzina Hopkinsów przeprowadziła się do niedalekiej miejscowości Leona. Sam Hopkins pracował na farmie, uczęszczając jednocześnie do wiejskiej, jednoklasowej szkoły. Tam zetknął się z muzyką bluesową, graną przez lokalnych muzyków na wiejskich potańcówkach. Od starszych braci nauczył się grać na gitarze. W wieku ośmiu lat spotkał muzyka bluesowego Blind Lemon Jeffersona, na dorocznym mitingu kościoła baptystów w Buffalo. Według Hopkinsa, to spotkanie spowodowało, że sam stał się muzykiem. Wpływ na jego edukację muzyczną miało też dwóch (według własnych słów) członków dalszej rodziny: wokalista Alger „Texas” Alexander i gitarzysta Frankie Lee Sims.
21 września 1928 roku Hopkins poślubił Elamer „Noonę” Lacy, w następnym roku urodziła im się córka, Anna Mae. W połowie lat 30. Hopkins został skazany na ciężkie roboty na farmie więziennej w pobliżu Houston. Nie zachowały się jednak dokumenty sądowe pozwalające stwierdzić, jakie popełnił przestępstwo. Okres końca lat 30. i pierwszej połowy lat 40. spędził pracując fizycznie na farmach, grając okazjonalnie i wędrując po hrabstwach wschodniego i środkowego Teksasu. Odeszła od niego żona. We wczesnych latach 40. wyjechał do Houston. Tam, pod koniec 1946 roku, w ramach akcji poszukiwania lokalnych talentów muzycznych, został zauważony i w studiu w Los Angeles dokonał swych pierwszych nagrań dla wytwórni Aladdin Records, z towarzyszeniem pianisty Wilsona Smitha. Wtedy otrzymał swój artystyczny pseudonim: Lightnin’. Pod koniec lat 40. nagrywał dla wytwórni Gold Star Records z Houston, zyskując lokalną popularność. 12 lutego 1949 roku utwór „Tim Moore’s Farm” znalazł się na 13. miejscu zestawienia najczęściej odtwarzanych w szafach grających (Most Played Juke Box Race Records) magazynu „Billboard”.
Wkrótce sukcesy zaczęły odnosić następne nagrania: „T’ Model Blues”, „Jail House Blues” (cover utworu Bessie Smith) czy zarejestrowany jeszcze w 1948 roku przez Aladdin „Shotgun Blues”, przez cztery tygodnie obecny na liście najlepiej sprzedających się singli Billboardu. W wyniku problemów finansowych Gold Star Records, kontrakt i niewydane nagrania Hopkinsa przejęła wytwórnia Modern Records i jej firma zależna, RPM. Później wiązał się między innymi z wytwórniami Mercury oraz Decca. W tym okresie (1951–1953) powstały między innymi „Sad News from Korea”, „The War Is Over”, „Policy Game”, „I’m Wild About You Baby” czy „Highway Blues”. Był już wówczas znany w całym kraju, na równi z Muddy Watersem i Johnem Lee Hookerem. Pod koniec lat 50. muzyką Hopkinsa zainteresował się Mack McCormick, muzykolog i folklorysta, który zaaranżował jego występy przed szerszą publicznością, najpierw w Houston, następnie w Kalifornii. Koncert na Berkeley Folk Festival (3–4 lipca 1960 roku) został uznany za duży sukces. 6 i 7 lipca wystąpił wspólnie z Big Joe Williamsem, Sonnym Terrym oraz Browniem McGhee’m w klubie Ash Grove w Los Angeles.
14 października 1960 roku wystąpił w nowojorskiej Carnegie Hall, wspólnie między innymi z Pete’em Seegerem, Joan Baez czy The Clancy Brothers z Tommym Makemem. Koncertował także w klubach muzycznych Nowego Jorku, New Jersey i Bostonu. 13 listopada po raz pierwszy dokonał nagrania dla telewizji, wyemitowanego przez CBS siedem dni później. We współpracy z afroamerykańskim producentem Bobbym Robinsonem nagrał materiał, w którym znalazł się utwór „Mojo Hand”, wysoko odnotowany na listach przebojów. W latach 60. Kariera Hopkinsa rozwijała się, dużo koncertował i nagrywał. W 1964 roku, wraz z grupą muzyków (takich jak Sonny Boy Williamson, Hubert Sumlin, Willie Dixon, Clifton James, Sunnyland Slim, Sleepy John Estes, Hammie Nixon, John Henry Barbee, Sugar Pie DeSanto, Howlin’ Wolf), wziął udział w tournée po Europie w ramach American Folk Blues Festival. Wystąpili w Niemczech, Francji, Danii, Szwecji, Norwegii, Belgii, Szwajcarii i na koniec w Wielkiej Brytanii. 7 listopada tegoż roku po raz kolejny koncertował w Carnegie Hall.
Pomiędzy 21 a 26 września 1965 roku występował na scenie w Matrix w San Francisco, nowo otwartym, macierzystym klubie Jefferson Airplane. Przez następne lata często powracał na Zachodnie Wybrzeże, 21 i 22 października 1966 roku koncertował w Fillmore West wspólnie z Grateful Dead oraz The Loading Zone. Występował na Longhorn Jazz Festival w Austin i Berkeley Blues Festival. W 1967 roku filmowiec-dokumentalista Les Blank rozpoczął pracę nad filmem The Blues According to Lightnin’ Hopkins, dwa lata później zrealizował jego sequel The Sun’s Gonna Shine. Po przerwie w aktywnej działalności po kontuzji odniesionej w wypadku samochodowym w 1970 roku. Hopkins wciąż nagrywał i koncertował, w drugiej połowie lat 70. po raz kolejny występował w Europie, a także w Japonii. W 1972 roku został po raz pierwszy i jedyny w karierze, nominowany do nagrody Grammy, za album Lightnin’ Strikes, przegrał jednak w kategorii Best Ethnic or Traditional Recording z albumem The London Muddy Waters Session. W 1980 roku został wprowadzony do Blues Hall of Fame. Był prawdopodobnie najczęściej nagrywającym muzykiem bluesowym w historii.
Zmarł na skutek komplikacji w przebiegu raka przełyku 30 stycznia 1982 roku w Houston. Został pochowany na tamtejszym Forest Park Cemetery.